# Кеяну
Кеяну (рум. Căianu) — село у повіті Клуж в Румунії. Адміністративний центр комуни Кеяну.
Село розташоване на відстані 311 км на північний захід від Бухареста, 24 км на схід від Клуж-Напоки.

## Населення
За даними перепису населення 2002 року у селі проживали 598 осіб.
Національний склад населення села:
| Національність | Кількість осіб | Відсоток |
| -------------- | -------------- | -------- |
| румуни         | 569            | 95,2%    |
| угорці         | 29             | 4,8%     |

Рідною мовою назвали:
| Мова      | Кількість осіб | Відсоток |
| --------- | -------------- | -------- |
| румунська | 575            | 96,2%    |
| угорська  | 23             | 3,8%     |